# Сел (калнокаменен поток)
Сел или Селеви поток (на арабски: سيل — бурен поток) е внезапно възникнал в долините на планинските реки кратковременен калнокаменен поток с рязко покачване на нивото на водата и високо съдържание (от 10 до 75%) на кал, камъни, дървета, храсти и други материали. Причините за възникването на селевите потоци са главно: обезлесените местности, продължителните проливни дъждове, бързото топене на снеговете или ледовете в планините. За много късо време по стръмните склонове с голяма скорост се смъкват огромни количества изветрителен материал и скални блокове, които разрушават всичко по пътя си (пътища, селища, съоръжения, обработваеми земи). Такива явления са много характерни за Алпите и Кавказ. У нас на 2 септември 2022 г. огромни селеви потоци унищожиха голяма част от инфраструктурата на селата Каравелово, Богдан и още няколко в по-малка степен в община Карлово. В някои райони на Средна азия селевите потоци носят названието мур или мурови потоци.